# 4001 Ptolemaeus
4001 Ptolemaeus је астероид главног астероидног појаса чија средња удаљеност од Сунца износи 2,287 астрономских јединица (АЈ).
Апсолутна магнитуда астероида је 13,6.